# Middelhagen
Middelhagen – część gminy Mönchgut w Niemczech, w kraju związkowym Meklemburgia-Pomorze Przednie, w powiecie Vorpommern-Rügen, wchodząca w skład związku gmin Mönchgut-Granitz. Do 31 grudnia 2017 samodzielna gmina.